# Паль, Юрген
Ю́рген Паль (нем. Jürgen Pahl; 17 марта 1956, Тойхерн, Германская Демократическая Республика) — немецкий футболист, вратарь. Бывший игрок франкфуртского «Айнтрахта» и «Ризеспора».
В составе «Айнтрахта» Паль стал обладателем Кубка Германии 1981 года и обладателем Кубка УЕФА 1980 года.
Юрген Паль стал известен тем, что в возрасте 20-и лет вместе с Норбертом Нахтвайхом покинул расположение молодёжной сборной ГДР и бежал в Западную Германию.

## Биография
Юрген Паль родился 17 марта 1956 года в городе Тойхерн. В 1964 году он попал в местную команду «Трактор». В начале 70-х годов Юрген переехал в город Галле и стал выступать за молодёжную команду «Хеми». Именно выступая за эту команду Паль стал попадать в состав молодёжной сборной ГДР. 16 ноября 1976 года после матча с молодёжной сборной Турции в городе Бурса Юрген Паль вместе со своим товарищем по команде Норбертом Нахтвайхом сбежал из расположения своей сборной. Вскоре они попали в лагерь для беженцев в Гиссене. За побег ФИФА дисквалифицировала обоих футболистов на год.

### Клубная карьера
Отбыв годичную дисквалификацию оба футболиста в 1978 году подписали контракт с франкфуртским «Айнтрахтом». В первой половине сезона основным вратарём был Хайнц-Йозеф Коитка, но в начале 1979 года главный тренер команды Фридель Рауш доверил место в основном составе молодому вратарю. Дебют Паля во взрослом футболе состоялся 13 января 1979 года в матче 18-го тура чемпионата с «Шальке 04», который завершился победой франкфуртцев со счётом 3:1. После этого матча Паль на некоторое время стал основным вратарём команды. Команда на протяжении восьми матчей не знала поражений, но в 26-м туре в гостях уступила берлинской «Герте» со счётом 1:4. В следующем туре с таким же счётом франкфуртцы на своём поле проиграли «Кёльну». После этого матча Юрген потерял место в основе и до конца сезона на поле не появлялся. Всего в своём первом сезоне Юрген Паль принял участие в 10-и матчах Бундеслиги, а команда заняла 5-е место и попала в Кубок УЕФА.
Первую половину следующего сезона Юрген Паль вновь провёл на скамейке запасных, основным вратарём был Клаус Функ. Лишь в феврале 1980 года Паль получил шанс вернуться в основу. 5 марта в первом четвертьфинальном матче Кубка УЕФА с клубом «Зброёвка», который завершился победой немцев со счётом 4:1, вратарь дебютировал в еврокубках. Однако, уже через три дня в следующем матче Бундеслиги Юрген пропустил пять безответных мячей от «Гамбурга» и на некоторое время основным вратарём вновь стал Функ. На скамейке запасных Паль просидел до середины апреля, и вышел на поле в ответном матче полуфинала Кубка УЕФА с мюнхенской «Баварией». В первом матче в Мюнхене, хозяева победили со счётом 2:0, основное время второго матча завершилось с таким же счётом только в пользу «Айнтрахта», было назначено дополнительное время. В овертайме франкфуртцы забили три гола, на который мюнхенцы ответили лишь одним. Таким образом, разгромив баварцев со счётом 5:1 франкфуртский клуб пробился в финал Кубка УЕФА. 7 мая в первом финальном матче франкфуртцы дважды вели в счёте, но в итоге уступили со счётом 2:3 «Боруссии» из Мёнхенгладбаха. В ответном поединке Юрген Паль сохранил свои ворота в неприкосновенности, а на 81-й минуте Фред Шауб забил единственный гол в матче. Благодаря двум голам забитым на выезде «Айнтрахт» вышел победителем двухматчевого противостояния и впервые в своей истории выиграл Кубок УЕФА. В том сезоне Юрген Паль провёл в Бундеслиге всего-лишь 9 матчей. Во внутреннем первенстве клуб занял лишь 9-е место, но как действующий обладатель Кубка УЕФА получил право участвовать в следующем розыгрыше.
В следующем сезоне Паль наконец стал основным голкипером команды. Несмотря на то, что из Кубка УЕФА клуб выбыл уже в третьем раунде, один трофей завоевать всё же удалось. Этим трофеем стал Кубок Германии. В финале Кубка со счётом 3:1 был обыгран «Кайзерслаутерн». В чемпионате клуб занял 5-е место, дающее право выступать в Кубке УЕФА, но победа в Кубке Германии позволило клубу попасть в розыгрыш Кубка обладателей кубков.
Сезон 1981/82 стал единственным в котором Юрген сыграл больше 30-и матчей в Бундеслиге. Несмотря на это, сезон полностью не удался команде. В чемпионате клуб занял лишь 8-е место, в Кубке Германии вылетел уже во втором раунде, а в Кубке обладателей кубков на стадии четвертьфинала уступив «Тоттенхэму» по сумме двух матчей.
В следующем сезоне вратарь на некоторое время даже потерял место в основе, часто совершая грубые ошибки. 4 декабря 1982 года уже на 3-й минуте матча с «Вердером» Юрген Паль пытаясь выбросить мяч рукой в поле закинул его в свои ворота, в перерыве матча Бранко Зебец заменил вратаря. В том сезоне клуб из Франкфурта занял 10-е место в Бундеслиге.
В следующих двух сезонах Юрген продолжал оставаться основным вратарём команды, но начиная с сезона 1985/86 основным вратарём стал молодой Ханс-Юрген Гюнделах, который полностью вытеснил Паля из состава. Всё закончилось тем, что в середине 1987 года Юрген Паль покинул клуб и перешёл в турецкий «Ризеспор». Отыграв в Турции два сезона Паль завершил карьеру футболиста после того, как его клуб покинул высшую лигу.

### Карьера в сборной
По правилам ФИФА тех лет Юрген Паль не мог играть ни за одну другую сборную кроме сборной ГДР, так как он был заигран за их молодёжную команду. Вызова в сборную ГДР он не мог получить из-за своего побега, поэтому на уровне взрослых сборных он так никогда и не играл.

## Достижения

### Командные
«Айнтрахт» (Франкфурт)
- Обладатель Кубка Германии: 1981
- Обладатель Кубка УЕФА: 1980
- Итого: 2 трофея

## Личная жизнь
Спустя 9 лет после окончания футбольной карьеры, Юрген Паль в 1998 году переехал жить в Парагвай. В Парагвае у бывшего вратаря есть свой фруктовый сад.

## Клубная статистика
| Дивизион   | Сезон   | Чемпионат Германии | Чемпионат Германии | Кубок Германии | Кубок Германии | Матчи плей-офф | Матчи плей-офф | Кубок УЕФА | Кубок УЕФА | Кубок обладателей кубков УЕФА | Кубок обладателей кубков УЕФА | Итого | Итого |
| Дивизион   | Сезон   | Игры               | Голы               | Игры           | Голы           | Игры           | Голы           | Игры       | Голы       | Игры                          | Голы                          | Игры  | Голы  |
| ---------- | ------- | ------------------ | ------------------ | -------------- | -------------- | -------------- | -------------- | ---------- | ---------- | ----------------------------- | ----------------------------- | ----- | ----- |
| Бундеслига | 1978/79 | 10                 | -14                | 0              | 0              | 0              | 0              | 0          | 0          | 0                             | 0                             | 10    | -14   |
| Бундеслига | 1979/80 | 9                  | -20                | 1              | -3             | 0              | 0              | 4          | -5         | 0                             | 0                             | 14    | -28   |
| Бундеслига | 1980/81 | 23                 | -30                | 6              | -6             | 0              | 0              | 3          | -4         | 0                             | 0                             | 32    | -40   |
| Бундеслига | 1981/82 | 32                 | -66                | 2              | -4             | 0              | 0              | 0          | 0          | 5                             | -4                            | 39    | -74   |
| Бундеслига | 1982/83 | 19                 | -32                | 0              | 0              | 0              | 0              | 0          | 0          | 0                             | 0                             | 19    | -32   |
| Бундеслига | 1983/84 | 27                 | -46                | 0              | 0              | 2              | -1             | 0          | 0          | 0                             | 0                             | 29    | -47   |
| Бундеслига | 1984/85 | 25                 | -54                | 2              | -5             | 0              | 0              | 0          | 0          | 0                             | 0                             | 27    | -59   |
| Бундеслига | 1985/86 | 4                  | -9                 | 0              | 0              | 0              | 0              | 0          | 0          | 0                             | 0                             | 4     | -9    |
| Бундеслига | 1986/87 | 3                  | -8                 | 0              | 0              | 0              | 0              | 0          | 0          | 0                             | 0                             | 3     | -8    |
| Итого      | Итого   | 152                | -279               | 11             | -18            | 2              | -1             | 7          | -9         | 5                             | -4                            | 177   | -311  |